# Houghton-le-Spring
Houghton-le-Spring est une ville anglaise intégrée à la cité de Sunderland, dans le comté de Tyne and Wear au nord-est du pays.
Au recensement de 2001, sa population était de 36 746 habitants.

## Personnalité
- Trevor Horn, musicien et producteur musical, y est né.